# Hugh Spooner
Hugh Spooner, född 25 november 1957, är en friidrottare från Kanada. Han deltog vid olympiska sommarspelen 1976.